# Diduga aurantiipicta
Diduga aurantiipicta är en fjärilsart som beskrevs av Adalbert Seitz 1914. Diduga aurantiipicta ingår i släktet Diduga och familjen björnspinnare. Inga underarter finns listade i Catalogue of Life.